# Chase the Cat
Chase the Cat – trzynasty album studyjny amerykańskiego rapera Too $horta. Trafił do sprzedaży 20 listopada 2001 roku.

## Lista utworów
1. "Keep Fuckin' Me"
2. "I Luv"  (feat Trick Daddy, Scarface & Dat Nigga Daz)
3. "Late Nite Creep"  (feat Jazze Pha, Murda & Packy)
4. "These Are The Tales"
5. "This How We Eat"  (feat Tha Eastsidaz, Big Tigger & Kokane)
6. "Candy Paint"  (feat MC Breed)
7. "Fire"  (feat Erick Sermon)
8. "Can I Hit It"
9. "Chase The Cat" (feat. Dolla Will)
10. "Looking For A Baller"  (feat. Jazze Pha)
11. "Pimpin' Ken" (Interlude)
12. "Domestic Violence"  (feat. E-40 & Butch Cassidy)
13. "Player For Life"
14. "Analyze The Game"
15. "Talkin' Shit"  (feat. B-Legit & Ant Banks)
16. "U Stank"  (feat. George Clinton & Baby DC)
17. "Don't Ever Give Up"